# کنیچی هاگیوارا
کنیچی هاگیوارا (انگلیسی: Kenichi Hagiwara؛ زادهٔ ۲۶ ژوئیهٔ ۱۹۵۰ - درگذشته ۲۶ مارس ۲۰۱۹) خواننده و هنرپیشه اهل کشور ژاپن است.
وی در 9 فیلم سینمایی بازی کرده است. از فیلم‌های وی می‌توان به کاگه‌موشا اشاره کرد.